# Frits van Grombach

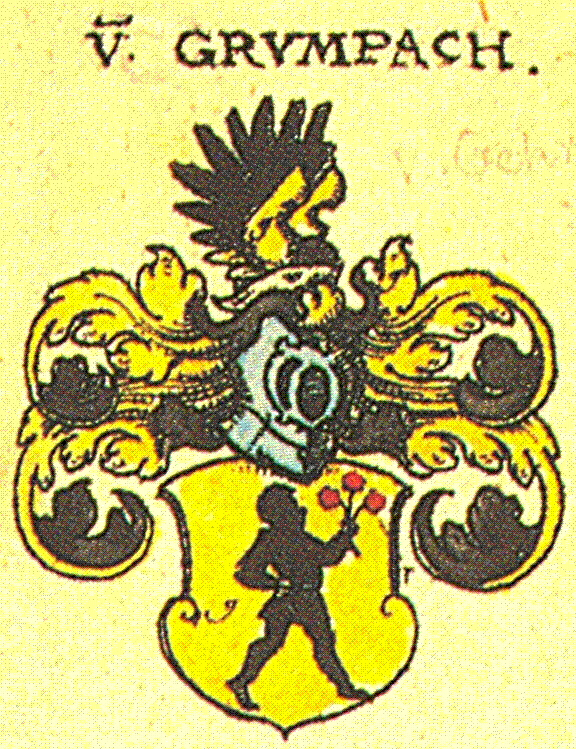
Wapen van de familie Von Grumbach

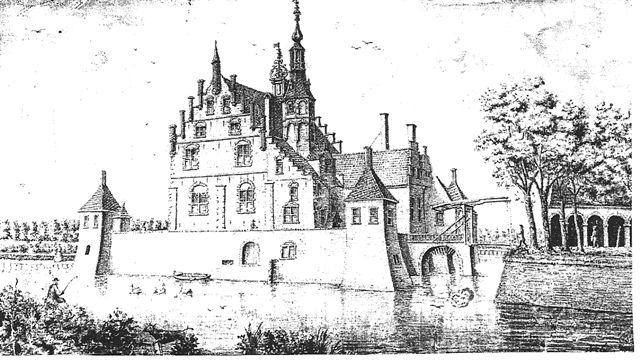
Groot Terhorne

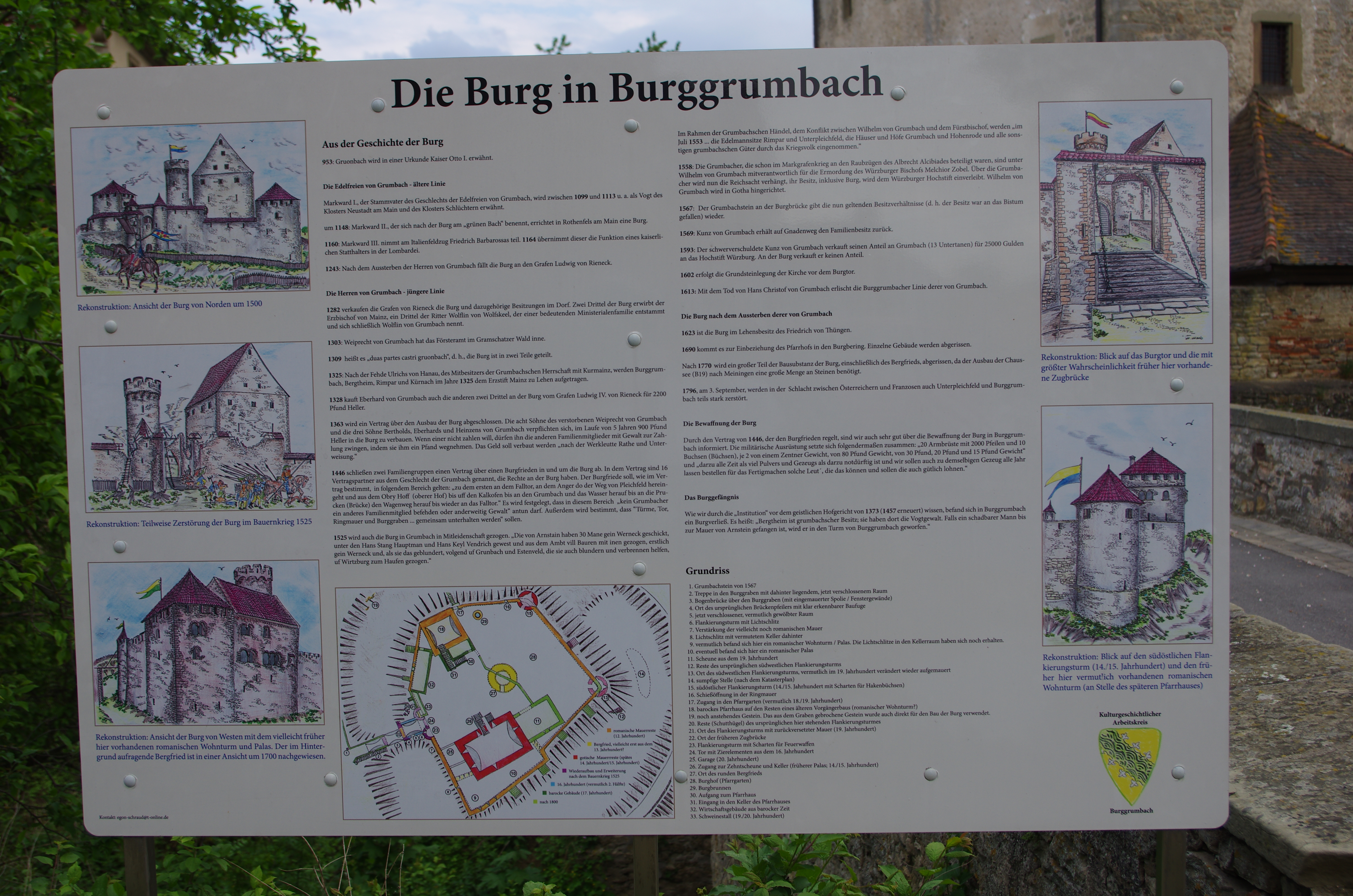
Overzicht geschiedenis bij slot Burggrumbach in 2014

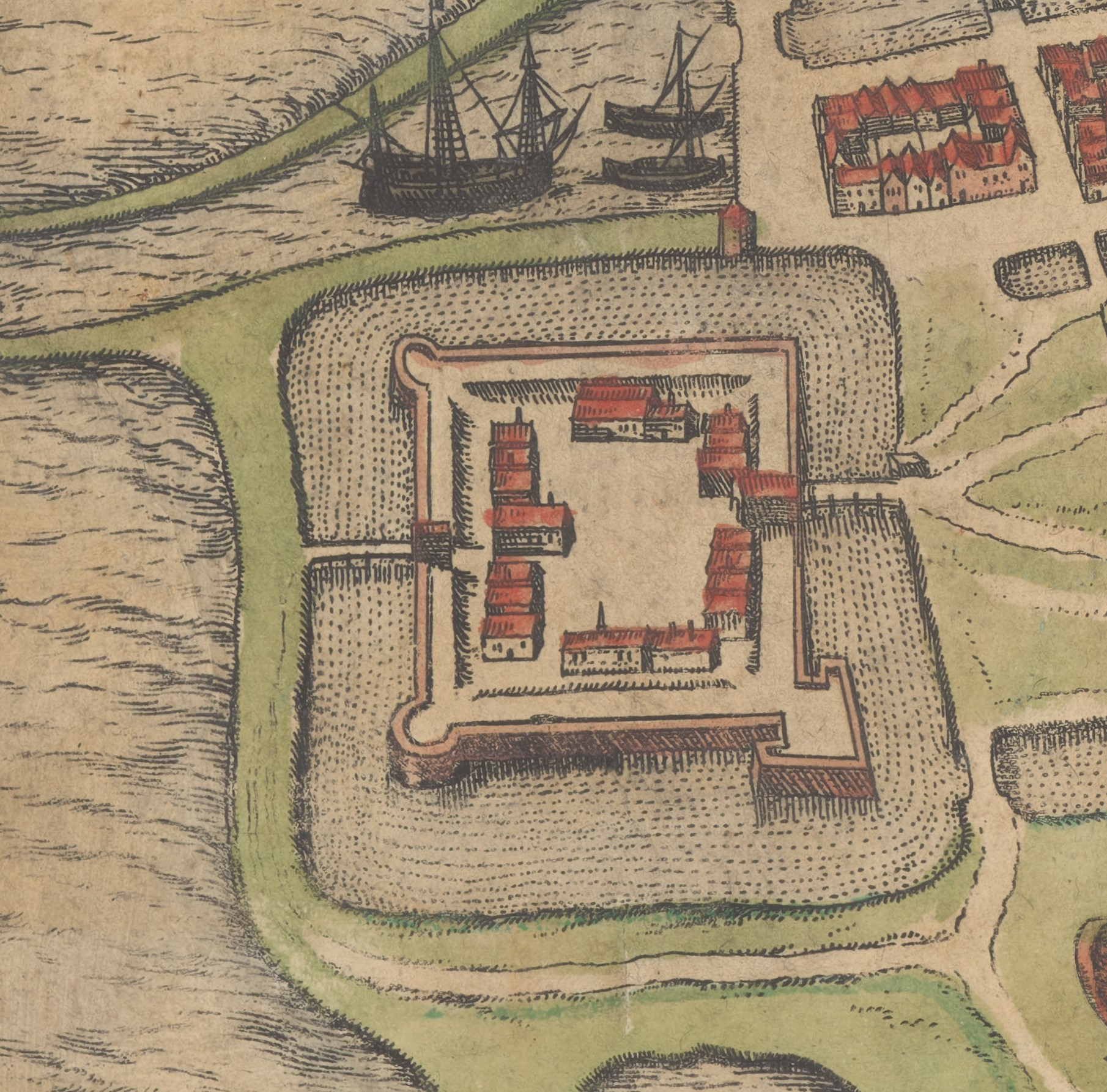
Blokhuis Harlingen

Frits van Grombach (overleden 1541) oorspronkelijk Fritz von Grumbach (zu Estenfeld) vervulde tussen 1500 en 1541 diverse bestuursfuncties in Friesland. Hij was drossaard en olderman van Harlingen en grietman van Barradeel. Verder was hij enkele perioden raadsheer bij het Hof van Friesland en was hij een belangrijke adviseur van de stadhouder op verschillende gebieden.

## Korte voorgeschiedenis
Hertog Albrecht van Saksen huurde sinds 1480 soldaten van de Grote Garde bestaande uit Zuid-Duitse voetsoldaten, die voor hem diverse opstanden in de Lage Landen bedwongen. Tussen 1495 en 1498 had hij ze minder nodig en konden de Schieringers en de Vetkopers hen huren bij het uitvechten van hun vetestrijd. Begin 1498 waren de Schieringers zo in het nauw gedreven, dat ze een delegatie naar de hertog in Medemblik stuurden met het verzoek hen te beschermen. Ze erkenden hem daarbij als erfheer van Westergo. Op 1 april kwam de delegatie terug samen met Wilwolt von Schaumberg en zijn kapiteins Thomas Slentz, Wilhelm von Harras, Neithart Fuchs, Bernard Metsch en Hans von Grumbach. Zij veroverden het land voor de hertog en op 20 juli werd Albrecht van Saksen officieel stadhouder van Friesland. De hertog voerde in Friesland de Saksische bestuursorganisatie in en bemande die deels met Saksische edelen die met hem naar Friesland waren getrokken. Onder hen waren Hans von Grumbach en zijn jongere broer Fritz von Grumbach.

## Familie Grumbach/Grombach
Frits van Grombach was de zoon van Carl von Grumbach en Amalia Fuchs von Dornheim. De familie woonde in de omgeving van Würzburg. Carl von Grumbach was ambtman in Hohenburg. In 1490 kocht hij ‘Hof zu Estenfeld’ voor 800 florijnen van de familie Von Wollmershausen en daarna gebruikte de familie dat achtervoegsel in hun naam. Frits trouwde in november 1511 met Luts (Lucia) Martena, dochter van Hessel van Martena en Both Hottinga. Hessel was vanaf 1498 een fervent aanhanger van de Saksen, wat hem veel goederen en belangrijke ambten opleverde. Na zijn dood in 1517 erfde zijn dochter Luts de state Groot Terhorne. Frits en Luts kregen vier dochters (Maria, Amalia, Barbara en Emerentia) en drie zoons (Sixtus, Carl en Hessel).
Maria von Grumbach trouwde met Johann Onuphrius Wolfgang thoe Schwartzenberg. Amalia von Grumbach trouwde met Jan van Egmond van Merestein (overleden 1546) en hertrouwde met Raes van Vervou. Emerentia von Grumbach (1533-1608) trouwde met Sipke van Meckema. 
Sixtus stierf ongehuwd. Carl trouwde met Sophia von Grumbach (dochter van Wilhelm von Grumbach) en via hen werd de geslachtslijn van Frits voortgezet tot in 1682 de laatste mannelijke nakomeling stierf. Hessel was getrouwd met Anna Felicitas von Seckendorff; hij werd in 1558 in Nürnburg beschuldigd van beroving van Nürnburger kooplieden en in december van dat jaar als ‘vijand van Nürnburg’ in het openbaar onthoofd.

## In dienst van de Saksen
Frits wordt voor het eerst genoemd in een brief van 10 februari 1500 waaruit blijkt dat hij een rol speelde in de communicatie tussen de door de hertog van Saksen aangestelde bestuurders in Friesland. Hertog Albrecht had zijn zoon Hendrik als zijn plaatsvervanger in Friesland aangesteld. Hendrik trad autoritair op en in april 1500 belegerden opstandige Friezen de stad Franeker, waarin de Saksers hun bestuur hadden gevestigd. In juli van dat jaar versloeg Albrecht met een groot leger de belegeraars. In september overleed Albrecht, maar zijn erfgenaam Hendrik wilde af van de Friese erfenis en verliet Friesland. Hij liet het bestuur over aan stadhouder Hugo von Leisnig met drie regenten. 
In 1504 nam Georg van Saksen de rechten op Friesland over van zijn broer Hendrik. Georg verplaatste de bestuurszetel naar Leeuwarden en daar werkte Frits vanaf 21 juli. Hij kreeg 82 morgen land in pacht op Het Bildt. In 1506 volgde hij zijn broer Hans op als hofmaarschalk van Leeuwarden en waarschijnlijk was hij er ook ambtman. In 1512 werd hij bij het Friese Hof in Leeuwarden extraordinaris raadsheer in bestuurszaken.

## In dienst van de Habsburgers
Van de Friese gebieden die de Saksen in 1498 toegewezen hadden gekregen, was alleen Westerlauwers Friesland echt in hun handen. En in dat gebied was een deel van de Friezen met steun van de Gelderse hertog Karel van Gelre in opstand gekomen. Hertog Georg van Saksen besloot zijn rechten op Friesland over te dragen aan de Habsburgse prins Karel van Spanje, de latere keizer Karel V. Deze benoemde Floris van Egmont als stadhouder. De soldaten van de Gelderse hertog maakten goede vorderingen. Naast het Habsburgs bestuur in Leeuwarden ontstond er in Sneek een Gelders bestuurscentrum. Uit voorzorg liet Frits van Grombach de buurt rond de Grote Kerk van Almenum platbranden, zodat de vijand zich niet dicht hij het blokhuis zou kunnen verschansen. Om dezelfde reden werden de gebouwen van de abdij Ludingakerke met de grond gelijk gemaakt. De stenen werden gebruikt voor gemetselde rondelen, waarmee hoeken van het blokhuis werden versterkt.
Het duurde tot 1523 voordat de Gelderse soldaten uit Friesland waren verdreven. 
Frits bleef aan als ambtman van Harlingen en grietman van Barradeel, maar zijn raadheerschap was in 1515 geëindigd. Tussen 1522 en 1526 was hij weer raadseheer: extraordinaris raadsheer in ‘Informacie’. 
Hij had in 1517 goederen in bezit gekregen van tegenstanders van de Habsburgers. Samen met Symon van Phirt kreeg hij de goederen van Hertman Gales en zelf kreeg hij de goederen van jonker Reynia en zijn zusters en zwagers. Zij hadden de goederen van Wilke Reynia geërfd. Reynia was zijn goederen in 1503 kwijtgeraakt aan Hans van Grombach, maar deze had ze hem later teruggegeven. Nu de erfgenamen toch ‘rebel’ bleken te zijn gingen de goederen naar Frits, broer van de inmiddels overleden Hans. 

### Drossaard, olderman en grietman
Frits was in 1512 zijn broer Hans opgevolgd als drossaard en olderman van Harlingen en als grietman van Barradeel. Vanaf 1525 werd hij overste dijkgraaf van Westergo. Met de benoeming van Sjaerdt van Heslinga tot substituut grietman van Barradeel in 1526 werd zijn taak als grietman verlicht. Ergens tussen 1529 en 1533 werd hem de titel ridder verleend. 
Als drossaard was hij verantwoordelijk voor het in goede staat houden van het blokhuis. Beschadigingen na vijandelijke aanvallen moesten worden gerepareerd en er was ook behoefte aan verbetering en versterking. De verdediging van het blokhuis en de stad moesten beter op elkaar worden afgestemd. In 1524 was hij er bij het Landsbestuur in Brussel in geslaagd daarvoor een jaarlijks bedrag toegekend te krijgen. Hiermee werden waarschijnlijk drie nieuwe stadspoorten gebouwd. Hij schreef in 1539 en 1540 brieven aan de landvoogdes, waarin hij verslag deed over de verslechterde situatie van het blokhuis.  

### Overste dijkgraaf
Frits van Grombach wordt tussen 1525 en 1535 als overste dijkgraaf van Westergo genoemd. Al in 1504 had de hertog van Saksen beslist dat in Westergo en Oostergo een dijkgraaf het toezicht moesten hebben op de correcte uitvoering van het dijkonderhoud, waarvoor toen de grietmannen verantwoordelijk waren. Deze dijkgraven konden samen met twee ‘richteren’ beslissen dat niet goed onderhouden dijken in orde zouden worden gebracht op dubbele kosten van de verantwoordelijke grietenij. In 1525 was Frits in zijn functie van overste dijkgraaf vooral een adviseur van de stadhouder. De buitendijkers vroegen structurele hulp van de binnendijkers omdat het zeedijkonderhoud steeds zwaarder werd, maar de binnendijkers hadden daar geen trek in. Omdat ze er samen niet uitkwamen gingen ze akkoord met arbitrage door stadhouder Georg Schenck van Toutenburg. Op de landdag van 26 mei 1525 bracht Frits verslag uit van het resultaat. In 1533 was er om dezelfde reden opnieuw arbitrage nodig. Het resultaat was het Groot Arbitrament voor heel Westergo. Voor het concept waren vele belanghebbenden geconsulteerd en van de adviezen van Frits werd graag gebruik gemaakt: ‘die welcke nu een tydt lanck over heel Westergoe Overste Dyckgrave geweest is’. En er werd groot belang aan gehecht dat ze op het eindresultaat van hem ‘daer op gehadt ’t goedbeduncken’.

### Volksleger
De stadhouder beschikte niet over een groot staand leger van gehuurde beroepssoldaten en was daarom sinds 1525 bezig met het strakker organiseren van plaatselijke volkslegers. Daarbij kon een derde van de weerbare mannen met hun eigen uitrusting opgeroepen worden bij vijandelijke dreiging van buiten Friesland. In 1535 was er binnenlandse dreiging: de gewelddadige bekeringsdrift van de wederdopers deed zich ook in Friesland gelden. Ze verschansten zich uiteindelijk in de abdij van Bloemkamp. Het kostte de stadhouder met zijn landsknechten en stedelijke en grietenijmilities grote moeite om die wederdopers daar tot overgave te dwingen. Deze ervaring was aanleiding om de ordonnantie op de landsverdediging te vernieuwen. In eerste instantie maakte een groep bestaande uit twee pastoors, zes grietmannen en Frits van Grombach een concept voor de Landdag in april 1535, waarin het accent lag op het handhaven van het verbod op bijeenkomsten van wederdopers. Vervolgens werd er door raadsheer Tjaerd Burmania, Frits van Grombach, Julius van Bornia en Jarich Dekema een nieuwe ordonnantie op de landsverdediging gemaakt. 

### Gedeputeerde
Ter voorbereiding van de landdag van 18 – 24 april 1539 verscheen op 29 maart een stuk met de gedeputeerden. Behalve degenen die namens steden en grietenijen waren afgevaardigd werden er ook twee ridders als gedeputeerden toegevoegd: Frits van Grombach en Goslyck (Godschalk) van Jongema. Op de landdag van 18-22 juni 1539 werden ze absent gemeld, dus ook toen werden ze als gedeputeerde verwacht.
Frits van Grombach overleed in januari 1541 en werd begraven in de Martinikerk van Franeker. Zijn grafsteen is niet bewaard gebleven.